# 博爾扎瓦河

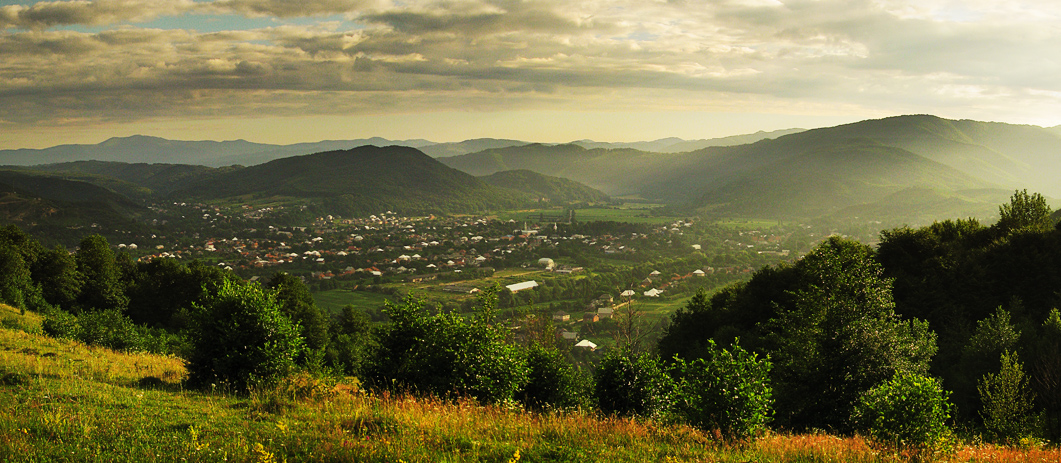

博爾扎瓦河（烏克蘭語：Боржава），是烏克蘭的河流，位於該國西部，屬於蒂薩河的支流，流經外喀爾巴阡州，河道全長106公里，流域面積1,365平方公里，河畔城鎮有多夫亥。